# Lijst van afleveringen van Elementary
Dit is een lijst met afleveringen van de Amerikaanse televisieserie Elementary.
Een overzicht van alle afleveringen is hieronder te vinden.

## Seizoen 1 (2012-2013)
| nr. in serie | nr. in seizoen | Titel                          | Regisseur          | Schrijver(s)                       | Uitzenddatum      |
| ------------ | -------------- | ------------------------------ | ------------------ | ---------------------------------- | ----------------- |
| 1            | 1              | Pilot                          | Michael Cuesta     | Robert Doherty                     | 27 september 2012 |
| 2            | 2              | While You Were Sleeping        | John David Coles   | Robert Doherty                     | 4 oktober 2012    |
| 3            | 3              | Child Predator                 | Child Predator     | Peter Blake                        | 18 oktober 2012   |
| 4            | 4              | Rat Race                       | Rosemary Rodriguez | Craig Sweeny                       | 25 oktober 2012   |
| 5            | 5              | Lesser Evils                   | Colin Bucksey      | Liz Friedman                       | 1 november 2012   |
| 6            | 6              | Flight Risk                    | David Platt        | Corinne Brinkerhoff                | 8 november 2012   |
| 7            | 7              | One Way to Get Off             | Seith Mann         | Christopher Silber                 | 15 november 2012  |
| 8            | 8              | The Long Fuse                  | Andrew Bernstein   | Jeffrey Paul King                  | 29 november 2012  |
| 9            | 9              | You Do It to Yourself          | Phil Abraham       | Peter Blake                        | 6 december 2012   |
| 10           | 10             | The Leviathan                  | Peter Werner       | Corinne Brinkerhoff & Craig Sweeny | 13 december 2012  |
| 11           | 11             | Dirty Laundry                  | John David Coles   | Liz Friedman & Christopher Silber  | 3 januari 2013    |
| 12           | 12             | M.                             | John Polson        | Robert Doherty                     | 10 januari 2013   |
| 13           | 13             | The Red Team                   | Christine Moore    | Jeffrey Paul King & Craig Sweeny   | 31 januari 2013   |
| 14           | 14             | The Deductionist               | John Polson        | Craig Sweeny & Robert Doherty      | 3 februari 2013   |
| 15           | 15             | A Giant Gun, Filled with Drugs | Guy Ferland        | Christopher Silber                 | 7 februari 2013   |
| 16           | 16             | Details                        | Sanaa Hamri        | Robert Doherty                     | 14 februari 2013  |
| 17           | 17             | Possibility Two                | Seith Mann         | Mark Goffman                       | 21 februari 2013  |
| 18           | 18             | Déjà Vu All Over Again         | Jerry Levine       | Brian Rodenbeck                    | 14 maart 2013     |
| 19           | 19             | Snow Angels                    | Andrew Bernstein   | Jason Tracey                       | 4 april 2013      |
| 20           | 20             | Dead Man's Switch              | Larry Teng         | Christopher Silber                 | 25 april 2013     |
| 21           | 21             | A Landmark Story               | Peter Werner       | Corinne Brinkerhoff                | 2 mei 2013        |
| 22           | 22             | Risk Management                | Adam Davidson      | Liz Friedman & Robert Doherty      | 9 mei 2013        |
| 23           | 23             | The Woman                      | Seith Mann         | Robert Doherty & Craig Sweeny      | 16 mei 2013       |
| 24           | 24             | Heroine                        | John Polson        | Robert Doherty & Craig Sweeny      | 16 mei 2013       |

## Seizoen 2 (2013-2014)
| nr. in serie | nr. in seizoen | Titel                             | Regisseur        | Schrijver(s)                       | Uitzenddatum      |
| ------------ | -------------- | --------------------------------- | ---------------- | ---------------------------------- | ----------------- |
| 25           | 1              | Step Nine                         | John Polson      | Robert Doherty & Craig Sweeny      | 26 september 2013 |
| 26           | 2              | Solve for X                       | Jerry Levine     | Jeffrey Paul King                  | 3 oktober 2013    |
| 27           | 3              | We Are Everyone                   | Michael Pressman | Craig Sweeny                       | 10 oktober 2013   |
| 28           | 4              | Poison Pen                        | Andrew Bernstein | Liz Friedman                       | 17 oktober 2013   |
| 29           | 5              | Ancient History                   | Sanaa Hamri      | Jason Tracey                       | 24 oktober 2013   |
| 30           | 6              | An Unnatural Arrangement          | Christine Moore  | Cathryn Humphris                   | 31 oktober 2013   |
| 31           | 7              | The Marchioness                   | Sanaa Hamri      | Christopher Hollier & Craig Sweeny | 7 november 2013   |
| 32           | 8              | Blood Is Thicker                  | John Polson      | Bob Goodman                        | 14 november 2013  |
| 33           | 9              | On the Line                       | Guy Ferland      | Jason Tracey                       | 21 november 2013  |
| 34           | 10             | Tremors                           | Aaron Lipstadt   | Liz Friedman                       | 5 december 2013   |
| 35           | 11             | Internal Audit                    | Jerry Levine     | Bob Goodman                        | 12 december 2013  |
| 36           | 12             | The Diabolical Kind               | Larry Teng       | Robert Doherty & Craig Sweeny      | 2 februari 2014   |
| 37           | 13             | All in the Family                 | Andrew Bernstein | Jason Tracey                       | 9 januari 2014    |
| 38           | 14             | Dead Clade Walking                | Helen Shaver     | Jeffrey Paul King                  | 30 januari 2014   |
| 39           | 15             | Corpse de Ballet                  | Jean de Segonzac | Liz Friedman                       | 6 februari 2014   |
| 40           | 16             | The One Percent Solution          | Guy Ferland      | Bob Goodman & Craig Sweeny         | 27 februari 2014  |
| 41           | 17             | Ears to You                       | Seith Mann       | Lauren MacKenzie & Andrew Gettens  | 6 maart 2014      |
| 42           | 18             | The Hound of the Cancer Cells     | Michael Slovis   | Bob Goodman                        | 13 maart 2014     |
| 43           | 19             | The Many Mouths of Aaron Colville | Larry Teng       | Jason Tracey                       | 3 april 2014      |
| 44           | 20             | No Lack of Void                   | Sanaa Hamri      | Liz Friedman & Jeffrey Paul King   | 10 april 2014     |
| 45           | 21             | The Man With the Twisted Lip      | Seith Mann       | Steve Gottfried                    | 24 april 2014     |
| 46           | 22             | Paint It Black                    | Lucy Liu         | Robert Hewitt Wolfe                | 1 mei 2014        |
| 47           | 23             | Art in the Blood                  | Guy Ferland      | Bob Goodman                        | 8 mei 2014        |
| 48           | 24             | The Grand Experiment              | John Polson      | Robert Doherty & Craig Sweeny      | 15 mei 2014       |

## Seizoen 3 (2014-2015)
| nr. in serie | nr. in seizoen | Titel                                  | Regisseur       | Schrijver(s)                    | Uitzenddatum     |
| ------------ | -------------- | -------------------------------------- | --------------- | ------------------------------- | ---------------- |
| 49           | 1              | Enough Nemesis to Go Around            | John Polson     | Robert Doherty & Craig Sweeny   | 30 oktober 2014  |
| 50           | 2              | The Five Orange Pipz                   | Larry Teng      | Bob Goodman                     | 6 november 2014  |
| 51           | 3              | Just a Regular Irregular               | Jerry Levine    | Robert Hewitt Wolfe             | 13 november 2014 |
| 52           | 4              | Bella                                  | Guy Ferland     | Craig Sweeny                    | 20 november 2014 |
| 53           | 5              | Rip Off                                | John Polson     | Jason Tracey                    | 27 november 2014 |
| 54           | 6              | Terra Pericolosa                       | Aaron Lipstadt  | Bob Goodman & Jeffrey Paul King | 4 december 2014  |
| 55           | 7              | The Adventure of the Nutmeg Concoction | Christine Moore | Peter Ocko                      | 11 december 2014 |
| 56           | 8              | End of Watch                           | Ron Fortunato   | Robert Hewitt Wolfe             | 18 december 2014 |
| 57           | 9              | The Eternity Injection                 | Larry Teng      | Craig Sweeny                    | 8 januari 2015   |
| 58           | 10             | Seed Money                             | John Polson     | Brian Rodenbeck                 | 15 januari 2015  |
| 59           | 11             | The Illustrious Client                 | Guy Ferland     | Jason Tracey                    | 22 januari 2015  |
| 60           | 12             | The One That Got Away                  | Seith Mann      | Robert Doherty                  | 29 januari 2015  |
| 61           | 13             | Hemlock                                | Christine Moore | Arika Lisanne Mittman           | 5 februari 2015  |
| 62           | 14             | The Female of the Species              | Lucy Liu        | Jeffrey Paul King               | 12 februari 2015 |
| 63           | 15             | When Your Number's Up                  | Jerry Levine    | Bob Goodman                     | 19 februari 2015 |
| 64           | 16             | For All You Know                       | Guy Ferland     | Peter Ocko                      | 5 maart 2015     |
| 65           | 17             | T-Bone and the Iceman                  | Michael Slovis  | Jason Tracey                    | 12 maart 2015    |
| 66           | 18             | The View From Olympus                  | Seith Mann      | Jordan Rosenberg                | 2 april 2015     |
| 67           | 19             | One Watson, One Holmes                 | John Polson     | Robert Hewitt Wolfe             | 9 april 2015     |
| 68           | 20             | A Stitch in Time                       | Ron Fortunato   | Peter Ocko                      | 16 april 2015    |
| 69           | 21             | Under My Skin                          | Aaron Lipstadt  | Jeffrey Paul King               | 23 april 2015    |
| 70           | 22             | The Best Way Out Is Always Through     | Michael Slovis  | Arika Lisanne Mittman           | 30 april 2015    |
| 71           | 23             | Absconded                              | Guy Ferland     | Jason Tracey                    | 7 mei 2015       |
| 72           | 24             | A Controlled Descent                   | John Polson     | Robert Doherty                  | 14 mei 2015      |

## Seizoen 4 (2015-2016)
| nr. in serie | nr. in seizoen | Titel                             | Regisseur        | Schrijver(s)                   | Uitzenddatum     |
| ------------ | -------------- | --------------------------------- | ---------------- | ------------------------------ | ---------------- |
| 73           | 1              | The Past Is Parent                | John Polson      | Robert Doherty                 | 5 november 2015  |
| 74           | 2              | Evidence of Things Not Seen       | Ron Fortunato    | Jason Tracey                   | 12 november 2015 |
| 75           | 3              | Tag, You're Me                    | Christine Moore  | Bob Goodman                    | 19 november 2015 |
| 76           | 4              | All My Exes Live in Essex         | Michael Pressman | Robert Hewitt Wolfe            | 26 november 2015 |
| 77           | 5              | The Games Underfoot               | Alex Chapple     | Arika Lisanne Mittman          | 10 december 2015 |
| 78           | 6              | The Cost of Doing Business        | Aaron Lipstadt   | Jason Tracey                   | 17 december 2015 |
| 79           | 7              | Miss Taken                        | Guy Ferland      | Tamara Jaron                   | 7 januari 2016   |
| 80           | 8              | A Burden of Blood                 | Christine Moore  | Nick Thiel                     | 14 januari 2016  |
| 81           | 9              | Murder Ex Machina                 | Guy Ferland      | Robert Hewitt Wolfe            | 21 januari 2016  |
| 82           | 10             | Alma Matters                      | Larry Teng       | Bob Goodman                    | 28 januari 2016  |
| 83           | 11             | Down Where the Dead Delight       | Jerry Levine     | Jeffrey Paul King              | 4 februari 2016  |
| 84           | 12             | A View With a Room                | John Polson      | Richard C. Okie                | 11 februari 2016 |
| 85           | 13             | A Study in Charlotte              | Guy Ferland      | Robert Hewitt Wolfe            | 18 februari 2016 |
| 86           | 14             | Who Is That Masked Man?           | Larry Teng       | Jason Tracey                   | 25 februari 2016 |
| 87           | 15             | Up to Heaven and Down to Hell     | John Polson      | Tamara Jaron                   | 3 maart 2016     |
| 88           | 16             | Hounded                           | Ron Fortunato    | Robert Hewitt Wolfe            | 10 maart 2016    |
| 89           | 17             | You've Got Me, Who's Got You?     | Seith Mann       | Paul Cornell                   | 20 maart 2016    |
| 90           | 18             | Ready or Not                      | Christine Moore  | Bob Goodman                    | 27 maart 2016    |
| 91           | 19             | All In                            | Aaron Lipstadt   | Kelly Wheeler                  | 10 april 2016    |
| 92           | 20             | Art Imitates Art                  | Ron Fortunato    | Arika Lisanne Mittman          | 10 april 2016    |
| 93           | 21             | Ain't Nothing Like the Real Thing | Jeremy Webb      | Nick Thiel & Jeffrey Paul King | 17 april 2016    |
| 94           | 22             | Turn It Upside Down               | Lucy Liu         | Bob Goodman                    | 24 april 2016    |
| 95           | 23             | The Invisible Hand                | Guy Ferland      | Robert Doherty & Jason Tracey  | 1 mei 2016       |
| 96           | 24             | A Difference in Kind              | John Polson      | Jason Tracey & Robert Doherty  | 8 mei 2016       |

## Seizoen 5 (2016-2017)
| nr. in serie | nr. in seizoen | Titel                                  | Regisseur        | Schrijver(s)                       | Uitzenddatum     |
| ------------ | -------------- | -------------------------------------- | ---------------- | ---------------------------------- | ---------------- |
| 97           | 1              | Folie à Deux                           | Christine Moore  | Robert Doherty & Jeffrey Paul King | 2 oktober 2016   |
| 98           | 2              | Worth Several Cities                   | Guy Ferland      | Robert Hewitt Wolfe                | 6 oktober 2016   |
| 99           | 3              | Render, and Then Seize Her             | Alex Chapple     | Jason Tracey                       | 23 oktober 2016  |
| 100          | 4              | Henny Penny the Sky Is Falling         | John Polson      | Bob Goodman                        | 30 oktober 2016  |
| 101          | 5              | To Catch a Predator Predator           | Guy Ferland      | Tamara Jaron                       | 6 november 2016  |
| 102          | 6              | Ill Tidings                            | Ron Fortunato    | Jeffrey Paul King                  | 13 november 2016 |
| 103          | 7              | Bang Bang Shoot Chute                  | Jerry Levine     | Celeste Chan Wolfe                 | 20 november 2016 |
| 104          | 8              | How the Sausage Is Made                | Michael Pressman | Mark Hudis                         | 27 november 2016 |
| 105          | 9              | It Serves You Right to Suffer          | Aidan Quinn      | Kelly Wheeler                      | 11 december 2016 |
| 106          | 10             | Pick Your Poison                       | Jeremy Webb      | Bob Goodman                        | 18 december 2016 |
| 107          | 11             | Be My Guest                            | Maja Vrvilo      | Jason Tracey                       | 8 januari 2017   |
| 108          | 12             | Crowned Clown, Downtown Brown          | Michael Slovis   | Jordan Rosenberg                   | 15 januari 2017  |
| 109          | 13             | Over a Barrel                          | Guy Ferland      | Jeffrey Paul King                  | 29 januari 2017  |
| 110          | 14             | Rekt In Real Life                      | John Polson      | Robert Hewitt Wolfe                | 19 februari 2017 |
| 111          | 15             | Wrong Side of the Road                 | Jennifer Lynch   | Robert Doherty & Jason Tracey      | 5 maart 2017     |
| 112          | 16             | Fidelity                               | Christine Moore  | Jason Tracey & Robert Doherty      | 12 maart 2017    |
| 113          | 17             | The Ballad of Lady Frances             | Aaron Lipstadt   | Bob Goodman & Jordan Rosenberg     | 19 maart 2017    |
| 114          | 18             | Dead Man's Tale                        | Alex Chapple     | Tamara Jaron                       | 26 maart 2017    |
| 115          | 19             | High Heat                              | Michael Hekmat   | Kelly Wheeler                      | 16 april 2017    |
| 116          | 20             | The Art of Sleights and Deception      | Ron Fortunato    | Mark Hudis                         | 23 april 2017    |
| 117          | 21             | Flying into a Rage, Make a Bad Landing | Guy Ferland      | Bob Goodman                        | 30 april 2017    |
| 118          | 22             | Moving Targets                         | Lucy Liu         | Robert Hewitt Wolfe                | 7 mei 2017       |
| 119          | 23             | Scrambled                              | Christine Moore  | Jason Tracey                       | 14 mei 2017      |
| 120          | 24             | Hurt Me, Hurt You                      | John Polson      | Robert Doherty & Jeffrey Paul King | 21 mei 2017      |

## Seizoen 6 (2018)
| nr. in serie | nr. in seizoen | Titel                                   | Regisseur        | Schrijver(s)                  | Uitzenddatum      |
| ------------ | -------------- | --------------------------------------- | ---------------- | ----------------------------- | ----------------- |
| 121          | 1              | An Infinite Capacity for Taking Pains   | Christine Moore  | Bob Goodman                   | 30 april 2018     |
| 122          | 2              | Once You've Ruled Out God               | Guy Ferland      | Robert Hewitt Wolfe           | 7 mei 2018        |
| 123          | 3              | Pushing Buttons                         | Christine Moore  | Jeffrey Paul King             | 14 mei 2018       |
| 124          | 4              | Our Time Is Up                          | Guy Ferland      | Liz Friedman                  | 21 mei 2018       |
| 125          | 5              | Bits and Pieces                         | John Polson      | Tamara Jaron                  | 28 mei 2018       |
| 126          | 6              | Give Me the Finger                      | Jonny Lee Miller | Jordan Rosenberg              | 4 juni 2018       |
| 127          | 7              | Sober Companions                        | Seith Mann       | Jason Tracey                  | 11 jun 2018       |
| 128          | 8              | Sand Trap                               | Jennifer Lynch   | Kelly Wheeler                 | 18 juni 2018      |
| 129          | 9              | Nobody Lives Forever                    | Guy Ferland      | Jeffrey Paul King             | 25 juni 2018      |
| 130          | 10             | The Adventure of the Ersatz Sobekneferu | Lucy Liu         | Robert Hewitt Wolfe           | 2 juli 2018       |
| 131          | 11             | You've Come A Long Way, Baby            | Guy Ferland      | Bob Goodman                   | 16 juli 2018      |
| 132          | 12             | Meet Your Maker                         | Ron Fortunato    | Robert Hewitt Wolfe           | 23 juli 2018      |
| 133          | 13             | Breathe                                 | Christine Moore  | Bob Goodman                   | 30 juli 2018      |
| 134          | 14             | Through the Fog                         | Guy Ferland      | Bob Goodman                   | 6 augustus 2018   |
| 135          | 15             | How to Get a Head                       | Christine Moore  | Sherman Li                    | 12 augustus 2018  |
| 136          | 16             | Uncanny Valley of the Dolls             | Jonny Lee Miller | Tamara Jaron & Kelly Wheeler  | 13 augustus 2018  |
| 137          | 17             | The Worms Crawl in, the Worms Crawl Out | Jon Michael Hill | Jordan Rosenberg              | 20 augustus 2018  |
| 138          | 18             | The Visions of Norman P. Horowitz       | Lucy Liu         | Jason Tracey & Brandon Tanori | 27 augustus 2018  |
| 139          | 19             | The Geek Interpreter                    | Christine Moore  | Tamara Jaron & Kelly Wheeler  | 3 september 2018  |
| 140          | 20             | Fit to be Tied                          | Ron Fortunato    | Jason Tracey                  | 10 september 2018 |
| 141          | 21             | Whatever Remains, However Improbable    | Christine Moore  | Robert Doherty                | 17 september 2018 |

## Seizoen 7 (2019)
| nr. in serie | nr. in seizoen | Titel                  | Regisseur        | Schrijver(s)                  | Uitzenddatum     |
| ------------ | -------------- | ---------------------- | ---------------- | ----------------------------- | ---------------- |
| 142          | 1              | The Further Adventures | Christine Moore  | Robert Doherty & Jason Tracey | 23 mei 2019      |
| 143          | 2              | Gutshot                | Guy Ferland      | Robert Doherty & Jason Tracey | 30 mei 2019      |
| 144          | 3              | The Price of Admission | Thomas Carter    | Tamara Jaron                  | 6 juni 2019      |
| 145          | 4              | Red Light, Green Light | Jonny Lee Miller | Robert Hewitt Wolfe           | 13 juni 2019     |
| 146          | 5              | Into the Woods         | Christine Moore  | Jeffrey Paul King             | 20 juni 2019     |
| 147          | 6              | Command: Delete        | Craig Zisk       | Jordan Rosenberg              | 27 juni 2019     |
| 148          | 7              | From Russia with Drugs | Michael Hekmat   | Sean Bennett                  | 4 juli 2019      |
| 149          | 8              | Miss Understood        | Michael Smith    | Bob Goodman                   | 11 juli 2019     |
| 150          | 9              | On the Scent           | Christine Moore  | Jeffrey Paul King             | 18 juli 2019     |
| 151          | 10             | The Latest Model       | Ron Fortunato    | Robert Hewitt Wolfe           | 25 juli 2019     |
| 152          | 11             | Unfriended             | Lucy Liu         | Bob Goodman                   | 1 augustus 2019  |
| 153          | 12             | Reichenbach Falls      | Ron Fortunato    | Jason Tracey                  | 8 augustus 2019  |
| 154          | 13             | The Last Bow           | Christine Moore  | Robert Doherty                | 15 augustus 2019 |